# Simon ben Boëthus
Simon ben Boëthus (Hebreeuws: Shimeon ben Boetus) was Hogepriester in de tempel in Jeruzalem van 23 v.Chr. tot 5 v.Chr..
Simon stamt uit de familie van de Oniaden, dat vóór de tijd van de Makkabeeën het hogepriesterlijk geslacht was. In de nadagen van de Makkabese dynastie was Simons familie echter een eenvoudige priesterfamilie binnen de Joodse gemeenschap in Alexandrië. Simon was de eerste uit zijn familie (het huis van Boëthus) die in de Herodiaanse periode het hogepriesterschap ontving. De aanleiding voor zijn benoeming tot hogepriester was gelegen in het feit dat Herodes de Grote wilde huwen met Simons dochter Mariamne (niet te verwarren met Herodes' bekendere Hasmonese vrouw Mariamne). Om het huwelijk meer aanzien te geven verhoogde Herodes Simons status door hem het prestigieuze ambt van hogepriester te geven.
Aan Simons hogepriesterschap kwam een einde toen Herodes in 5 v.Chr. ontdekte dat Mariamne weet had van een aanslag die onder leiding van Pheroras en Antipater op Herodes werd voorbereid, maar dit voor hem verzweeg. Bij die gelegenheid werd ook Mariamnes zoon Herodes Filippus (tot dat moment de beoogd opvolger van Herodes) onterfd. Simon werd opgevolgd door Matthias ben Theophilus I.
Door Simons (voor deze periode) langdurige hogepriesterschap groeide het huis van Boëthus uit tot een van de belangrijkste sadduceese families in Jeruzalem. Vermoedelijk vormden zij in latere tijd zelfs een eigen richting binnen de sadduceeën, de boëthusianen. Een vermelding in het werk van Flavius Josephus lijkt aan te geven dat met Boëthus Simon zelf wordt bedoeld (en dat hij dus de naamgever van de familie is). Het is echter ook mogelijk dat de naam Boëthus verwijst naar een voorouder van Simon.